# World Tree
World Tree ist ein Fantasy-Pen-&-Paper-Rollenspiel, bei dem die Spieler größtenteils anthropomorphische Wesen, genannt Primes, spielen. Es wurde von Bard Bloom und Victoria Borah Bloom im Jahr 2001 durch Padwolf Publishing publiziert. World Tree wurde bei den Ursa Major Awards 2001 für die Auszeichnungen Best Anthropomorphic Game und Best Anthropomorphic Published Illustration nominiert.
Der Fokus von World Tree sind Spezies und Zivilisationen. Diese setzen sich zum größten Teil aus anthropomorphischen Tieren oder zu einem weit geringeren Teil aus klassischen mythologischen Kreaturen oder deren Abwandlungen zusammen. Gemeinsam leben sie auf einer gewaltigen Ansammlung von Weltbäumen. Dies sind Bäume mit Ästen, die tausende Kilometer lang sind und die selbst mehrere Millionen Kilometer in die Tiefe ragen insofern sie überhaupt begrenzt sind. Magie ist in World Tree ebenso präsent und alltäglich wie die Götter, die ihre Schöpfung vom Himmel aus ständig beobachten.

## Die Welt von World Tree
Der Weltbaum, auf dem World Tree spielt, besteht aus unzähligen Stämmen, die alle von den Bewohnern dieser Welt als verbunden gedacht werden. Jeder dieser Stämme hat einen Stammdurchmesser von etwa 300 Kilometern und eine geschätzte Höhe von 4 Millionen bis 900 Millionen Kilometern. Die Äste dieser Stämme sind etwa 75 Kilometer breit und zehntausende Kilometer lang. Die Äste teilen sich immer weiter auf und Erlauben dadurch den Übergang auf benachbarte Stämme.
Da diese Äste an ihrer Oberseite abgeflacht sind, ist ein bequemes Leben auf diesen möglich. Auf ihnen gibt es alles, was wir auch auf unserer Welt vorfinden: Wälder, Flüsse, Seen, Gebirge, Steppen und vieles mehr. Hier leben die meisten zivilisierten Rassen, insbesondere die sogenannten Primes, die acht Rassen, die im Zentrum der Schöpfung stehen. Auch die Seiten, die sogenannten Vertikalen, sind durchaus bewachsen und mehr oder minder bewohnbar, ebenso wie die Unterseite der Äste. Jedoch finden sich in diesen Gegenden Außenseiter der Gesellschaft und vor allem Monster und andere Abarten der Schöpfung, die den zivilisierten Rassen das Leben schwer machen.
Generell gilt, dass die Primes auf den obersten Ästen des Weltbaumes leben, wo noch genügend Sonnenlicht einfällt und das Klima somit am angenehmsten ist. Je weiter man sich nach unten begibt, desto schrecklichere Monster und seltsamere Schöpfungen trifft man an.
Der markanteste Unterschied zwischen dem Himmel des Weltbaums und unserem Himmel ist, dass bei World Tree die Götter tatsächlich und permanent am Himmel sichtbar sind. Mehr oder minder regungslos beobachten sie von oben ihre Schöpfung, ohne sich jedoch aktiv in diese einzumischen. Sogar die Himmelsrichtungen werden nach ihnen bestimmt selbst wenn selten Himmelsrichtungen als Richtungsangaben verwendet werden. Üblicherweise werden eher Richtungsangaben verwendet, die sich auf den Baumstamm beziehen.
Aber auch sonst ist der Himmel nur wenig mit dem realen vergleichbar. Die kristalline Sonne umkreist nicht den Weltbaum, sondern sie bewegt sich in einer kreisförmigen Bahn über ihn. Tag und Nacht entstehen dadurch, dass sie sich in regelmäßigen Abständen selbst entzündet oder erlischt. Es gibt zwei Monde in der Spielwelt. Einer von ihnen ist so nahe, dass Luftschiffpiloten in der Lage sind, hinzufliegen. Eine Begrenzung der Atmosphäre gibt es in dem Sinn nicht. Der zweite Mond bewegt sich in wirren, unnachvollziehbaren Bahnen über den Himmel. Ebenfalls finden sich auch eine bewegende Sternenstaubschlange oder drei ständig miteinander duellierende Fechter am Himmelsbild wieder.
In der Welt von World Tree gibt es sehr viele den Menschen bekannten Materialien, jedoch mit einigen maßgeblichen Unterschieden. Es gibt eine unzählige verschiedenen Holzarten, vor allem auch solche mit magischen Eigenschaften. Hingegen gibt es faktisch keine Metalle und noch weniger Stein. Metalle sind nur bei seltenen Pflanzen, die es als „Frucht“ tragen, oder deren Blätter metallisch sind, zu finden oder durch Magie erzeugbar.
Die Technologie von World Tree entspricht in etwa der des 18. Jahrhunderts. Durch die intensive Beschäftigung mit Magie, kann aber auch Technologie geschaffen werden, die über das heutige Maß weit hinausgeht.
Magie ist in World Tree omnipräsent. Die ganze Welt wird durch sie erschaffen und erhalten, jedes Lebewesen ist durch sie am Leben. Jedes oder zumindest fast jedes Lebewesen ist von seiner Kindheit an dazu in der Lage Magie zu wirken. Dies geschieht mithilfe von Cley, roher ungeformter magischer Energie, die in anderen Regelsystemen für gewöhnlich als Mana bezeichnet wird. Magie fließt nahtlos in das alltägliche Leben ein und gestaltet dieses weitaus angenehmer, als es ohne Magie wäre. Dies hat natürlich auch maßgebliche Auswirkungen auf das Abenteurerleben, da jeder Charakter zumindest ein kleines bisschen Magie wirken kann. Durch die Präsenz von spontaner Magie, welche von einem Moment auf den anderen ausgedacht wird, ermöglichen sich bei vielen Problemen vollkommen andere Herangehensweisen und Lösungsmöglichkeiten.
Im Zentrum der Schöpfung stehen die sogenannten Primes. Durch die Götter und deren Handlungen weiß man, dass sie die Wichtigsten aller Rassen sind. Alle anderen Rassen werden entsprechend deren Relevanz im Gesamtbild der Schöpfung als Non-Primes bezeichnet. Ein maßgebliches Merkmal an World Tree ist, dass es keine Menschen oder menschenähnliche Rassen, wie Elfen, Zwerge, Trolle und dergleichen, gibt.
Die acht Prime-Rassen leben in Frieden und Harmonie in Stadtstaaten zusammen. Zwischen diesen Stadtstaaten gibt es jedoch markante Unterschiede in Politik, Gesetzgebung und Gesellschaft. Annähernd jede Gesellschaftsform ist in World Tree anzutreffen, von absoluten Monarchien und Diktaturen über Demokratien bis hin zu Ochlokratien.

### Primes
Die sieben Götter haben insgesamt acht Prime-Rassen geschaffen.
- Cani sind anthropomorphische Hunde. Sie sind äußerst sozial orientiert, haben enge gesellschaftliche Bindungen und komplexe Netzwerke von Loyalitäten.
- Herethroy sind anthropomorphische Grillen oder Käfer. Sie haben sechs Gliedmaßen und einen harten Chitinpanzer, doch verbringen sie ihr Leben zumeist in Harmonie auf und mit dem Land. Entweder sind sie bei Feldarbeit oder singen harmonisch gemeinsam in den Abend- und Nachtstunden.
- Orren sind anthropomorphische Otter. Sie sind wild und leicht zu erregen, greifen neue Interessen ebenso schnell auf, wie sie sie wieder fallen lassen, wenn ihnen langweilig wird.
- Rassimel sind anthropomorphische Waschbären oder Stinktiere. Sie sind äußerst schlau, investieren ihre ganze Energie in wenige lebenslange Interessen, bis hin zur Obsession.

Neben diesen vier häufigen Rassen, gibt es noch vier weitere. Diese machen jedoch zusammen nicht einmal 1 % der Prime-Bevölkerung aus.
- Goromor sind anthropomorphische Bären. Sie sind wild und heroisch, ständig zu einem guten Kampf aufgelegt.
- Khtsoyis sind schwebende Oktopusse. Sie haben sieben Tentakel und fünf Augen, werden als nicht sehr intelligent angesehen und sind oftmals gewalttätig und kriminell.
- Sleeth sind große Panther. Sie sind gefährliche Raubtiere und Einzelgänger und damit eine von vielen gefürchtete Rasse.
- Zi Ri sind kleine Drachen. Sie sind die seltenste Rasse von allen, nicht betroffen von natürlichen Altersprozessen und damit in diesem Sinn unsterblich.

### Non-Primes
Neben den Primes gibt es noch tausende andere Rassen. Diese sind so divers wie die Primes selbst. Manche von ihnen sind deren Freunde, manche Handelspartner, und manche erbitterte Feinde.

## Regelsystem
Das Spiel verwendet ein fertigkeitsbasierendes Rollenspielsystem, welches ein eigenständiges D20-basierendes System zugrunde liegen hat. Ebenso kommen Pokerkarten zur Bestimmung der Initiative in Kampfsituationen zum Einsatz. Auch die Erfahrungspunktevergabe stellt ein Learning-by-Doing-System dar.
Neben dem D20 für alle Fertigkeitswürfe kommen auch zahlreiche andere Würfel (D2, D3, D4, D6, D8, D10, D12, D100) zum Einsatz. Hierbei wird immer zwischen einfachen Würfen und Stresswürfen unterschieden. Einfache Würfe werden mit dN, wobei N die Seitenzahl des Würfels bezeichnet, angeschrieben. Sie stellen alle unproblematischen Vorgänge dar, die einen Würfelwurf erfordern, aber bei denen ein Fehlschlag oder ein Erfolg keine gravierenden Konsequenzen hat. Stresswürfe hingegen werden mit sN angeschrieben. Hier kann eine gewürfelte 1 zu einem katastrophalen Fehlschlag führen, insofern beim darauffolgenden Rettungswurf nicht das höchstmögliche Ergebnis erzielt wird. Wann immer der Charakter katastrophal fehlschlagen oder einen phänomenalen Erfolg erreichen kann, kommen Stresswürfe zum Einsatz – am häufigsten in Kampfsituationen.

### Attribute
Alle World Tree Charaktere haben zehn Attribute. Diese bewegen sich für gewöhnlich in einem Bereich von −6 bis +6, wobei es hier keine untere und obere Grenze gibt und 0 den Durchschnitt darstellt. 

(Folgende Attributsbezeichnungen sind frei vom Englischen ins Deutsche übersetzt. Die originalen englischen Bezeichnungen stehen in Klammer dabei.)
- Stärke (Strength) steht für Körperkraft und ist für den mit Waffen verursachten Schaden relevant.
- Ausdauer (Stamina) ist die Widerstandsfähigkeit des Charakters, sie trägt zu dessen Lebenspunkten bei.
- Fingerfertigkeit (Dexterity) stellt die Fingerfertigkeit dar, darunter fällt auch die Fähigkeit mit einer Waffe seinen Gegner zu treffen.
- Geschicklichkeit (Agility) ist die Gewandtheit des Charakters, maßgeblich für das Ausweichen von Treffern.
- Wahrnehmung (Perception) steht für die Aufmerksamkeit und Schärfe alle Sinne.
- Glaube (Faith) ist unter anderem maßgeblich dafür, wie viel Cley dem Charakter zur Verfügung steht.
- Gedächtnis (Memory) ist die pure kognitive Fähigkeit, sie ist sehr wichtig für Pattern-Zauber (gelernte Zauber).
- Scharfsinn (Wits) stellt die schnelle Auffassungs- und Kombinationsfähigkeit des Charakters dar, und ist damit sehr wichtig für spontane Zauber.
- Willen (Will) ist die Willensstärke des Charakters, relevant für viele zeitaufwändige und anstrengende (magische) Tätigkeiten, wie Rituale.
- Charisma (Charisma) steht für die Kombination von physischem Aussehen und geistiger Ausstrahlung, ein für alle sozialen Umgänge maßgebliches Attribut.

### Fertigkeiten
Alle Attribute kommen in Kombination mit den Fertigkeiten zum Einsatz. Diese unterteilen sich in neun verschiedene Kategorien, jede Kategorie wiederum umfasst zwischen acht und zwölf einzelne Fertigkeiten. Der Spielleiter wird von den Autoren dazu angehalten, den Fertigkeitsgruppen weitere Fertigkeiten zuzuordnen, falls spezifische Fertigkeiten für eine Chronik mit besonderen Bedürfnissen fehlen. Insbesondere die Fertigkeitskategorie Handwerk und Wissen sind prädestiniert dafür. 

(Folgende Attributsbezeichnungen sind frei vom Englischen ins Deutsche übersetzt. Die originalen englischen Bezeichnungen stehen in Klammer dabei.)
- Magie (Magic) umfasst magischen Fertigkeiten, die nicht zum Formen der Zauber an sich notwendig sind.
- Nomen (Nouns) umfasst Nomen, die zum Formen von Zaubern notwendig sind und in Kombination mit anderen Nomen und einem oder mehreren Verben zum Einsatz kommen.
- Verben (Verbs) umfasst Verben, die zum Formen von Zaubern notwendig sind und in Kombination mit anderen Verben und einem oder mehreren Nomen zum Einsatz kommen.
- Kämpfen (Fighting) umfasst Kampf- und Waffenfertigkeiten.
- Athletik (Athletics) umfasst körperlich-athletischen Fertigkeiten.
- Diebesfertigkeiten (Rogue Arts) umfasst weniger legale Fertigkeiten.
- Sozialität (Social) umfasst alle sozialen Umgangs- und Redefertigkeiten.
- Handwerk (Crafts) umfasst Handwerksfähigkeiten aller Art.
- Wissen (Knowledges) umfasst alle Wissens- und Sprachfertigkeiten.